# Prádlo
Prádlo (en allemand : Pradl) est une commune du district de Plzeň-Sud, dans la région de Plzeň, en République tchèque. Sa population s'élevait à 215 habitants en 2022.

## Géographie
Prádlo est arrosée par la rivière Úslava et se trouve à 4 km au nord-ouest de Nepomuk, à 29 km au sud-sud-est de Plzeň et à 91 km au sud-ouest de Prague.
La commune est limitée par Měcholupy au nord, par Klášter à l'est, par Nepomuk au sud, et par Žinkovy et Jarov à l'ouest.

## Histoire
La première mention écrite de la localité date de 1552.

## Administration
La commune se compose de deux sections :
- Novotníky
- Prádlo

## Galerie

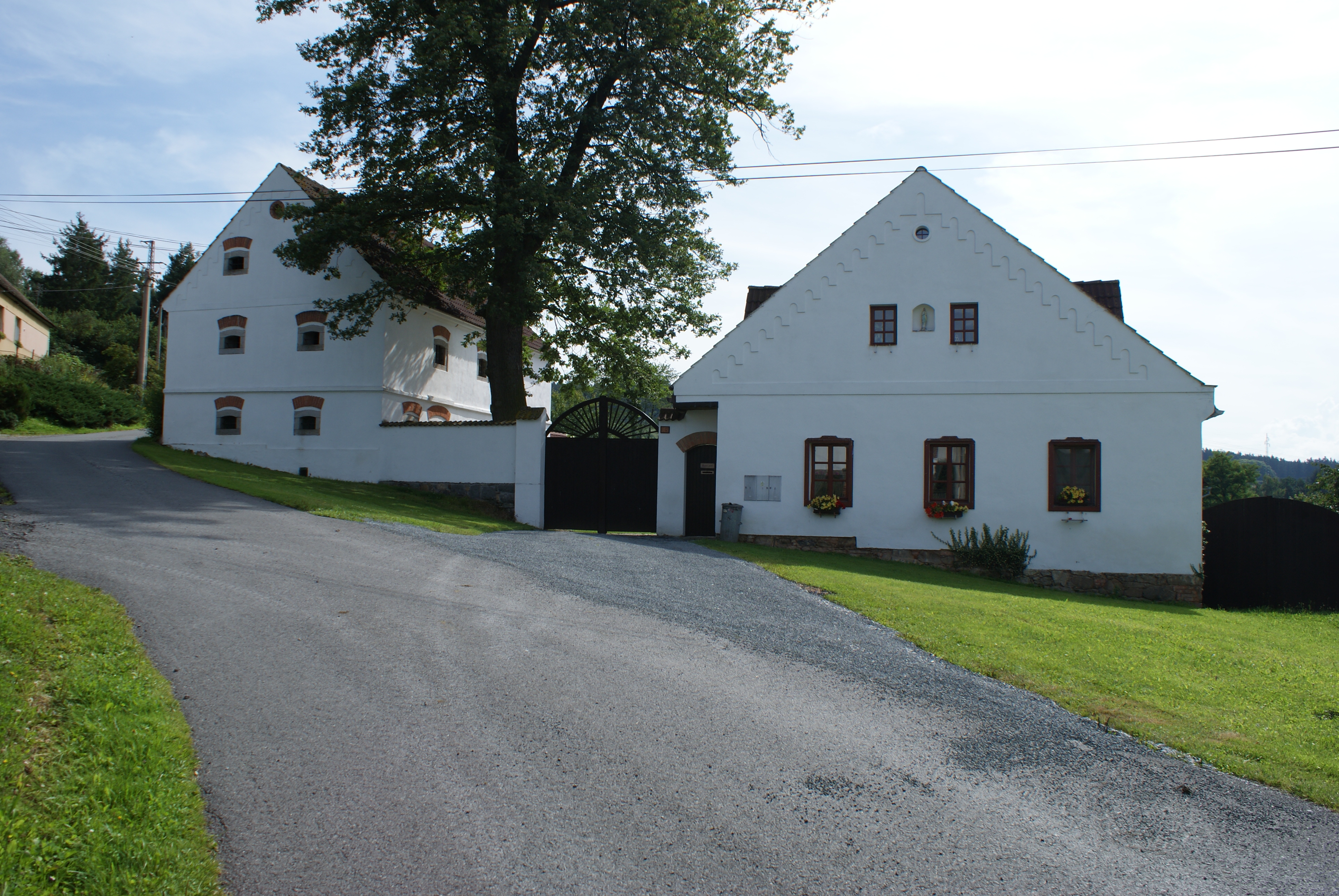
Novotníky : maisons.
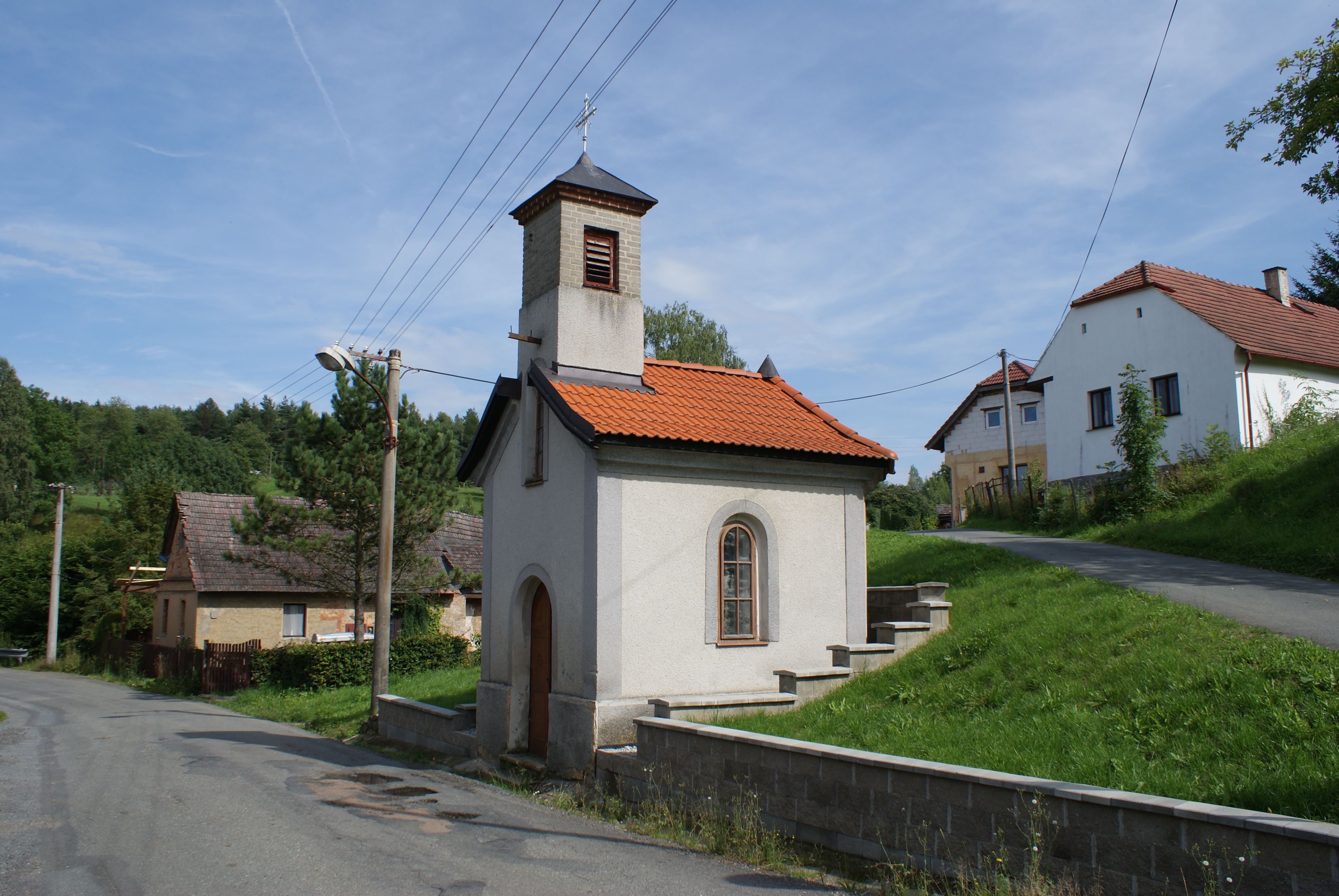
Novotníky : chapelle.

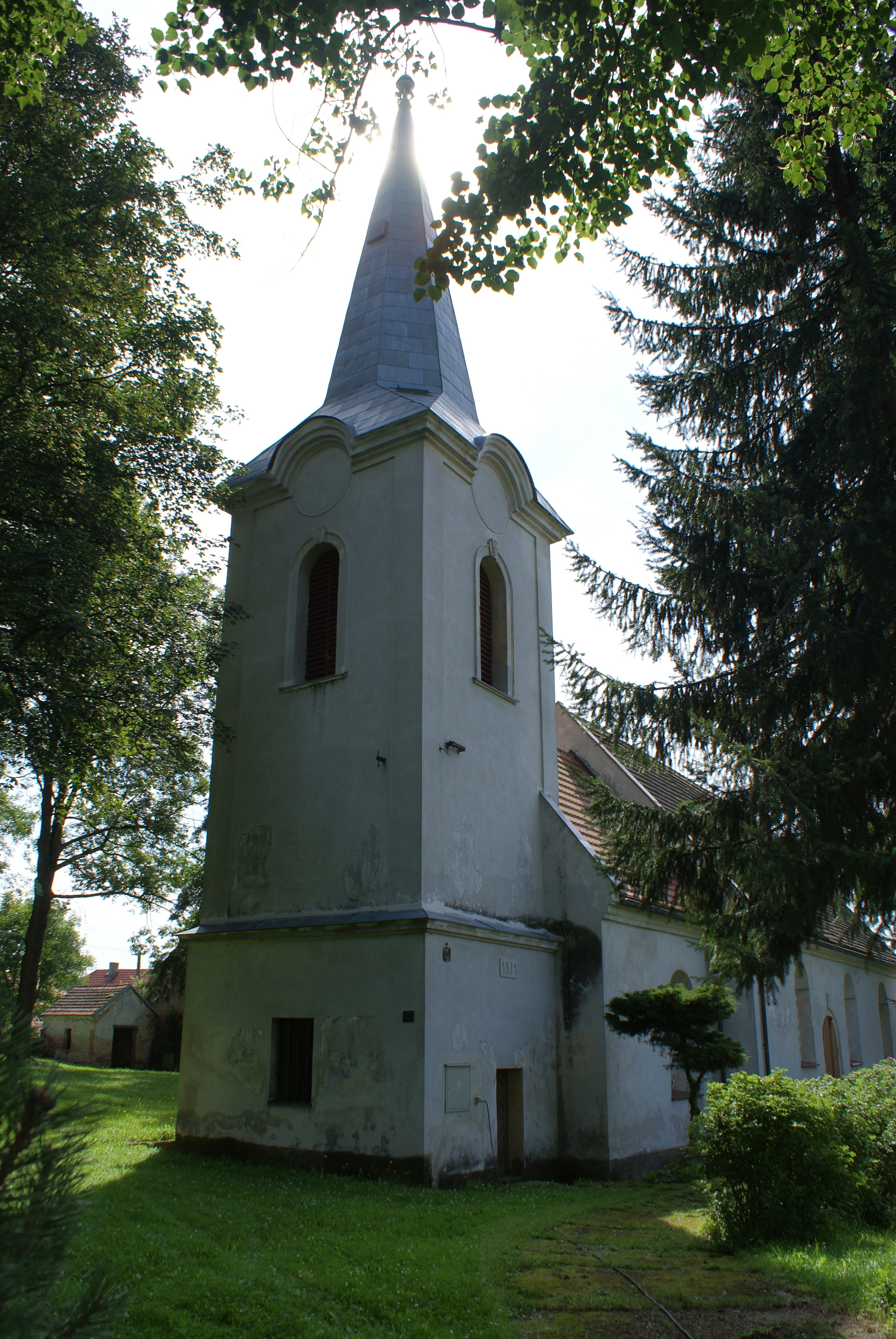
Prádlo : l'église.
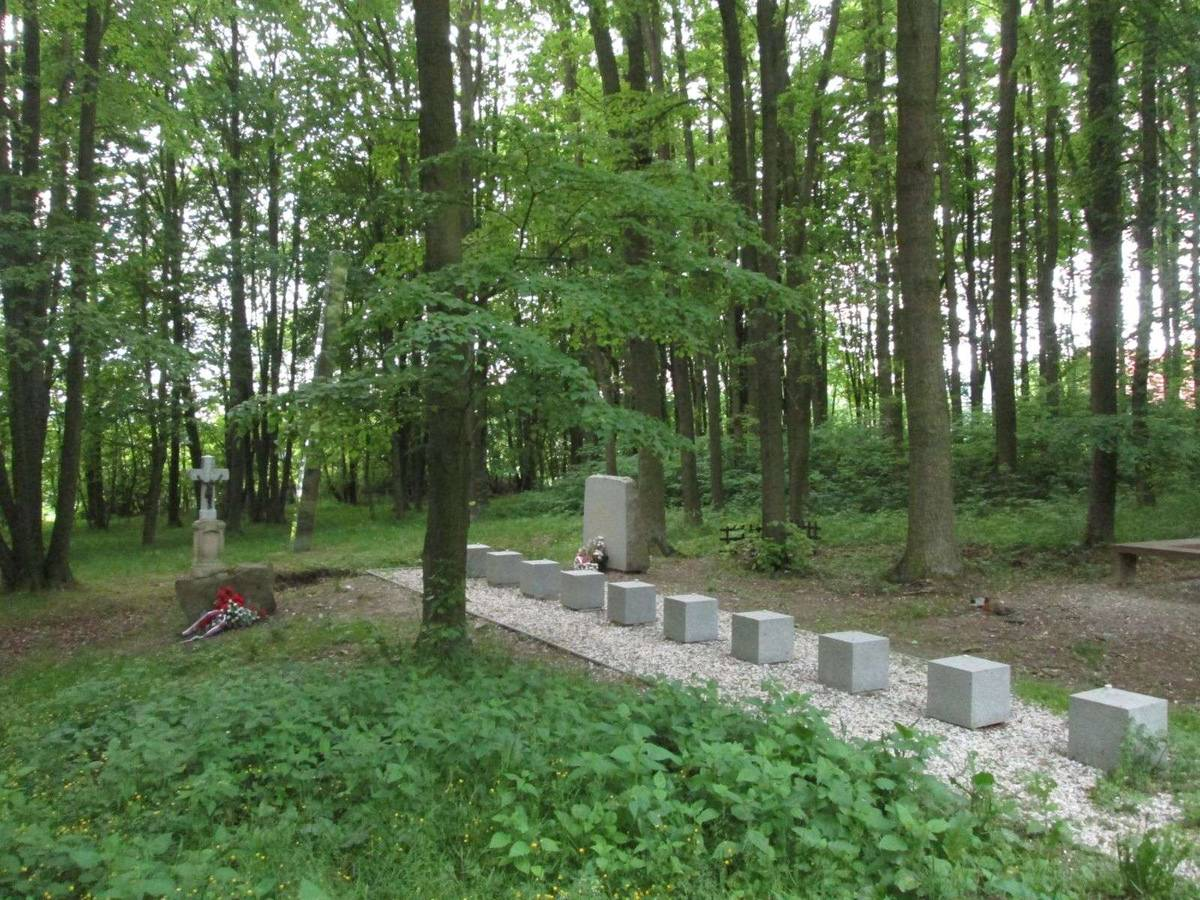
Mémorial aux dix aviateurs américains tués dans le crash de leur B-24, le 10 février 1944.

## Transports
Par la route, Prádlo se trouve à 5 km de Nepomuk, à 32 km de Plzeň et à 111 km de Prague. 